# Måkeøyane
Måkeøyane est un archipel norvégien qui se trouve à l'embouchure du Liefdefjorden, sur la côte nord du Spitzberg au Svalbard. 
L'archipel est constitué de sept îles et rochers qui représentent un total d'environ 1 km2, et sont complètement à plat. L'île de loin la plus importante puisqu'elle représente à elle seule les deux tiers de la surface totale est le Store Måkeøya. Au nord se trouve l'archipel des Andøyane.